# Evangelische Kirche (Moischeid)

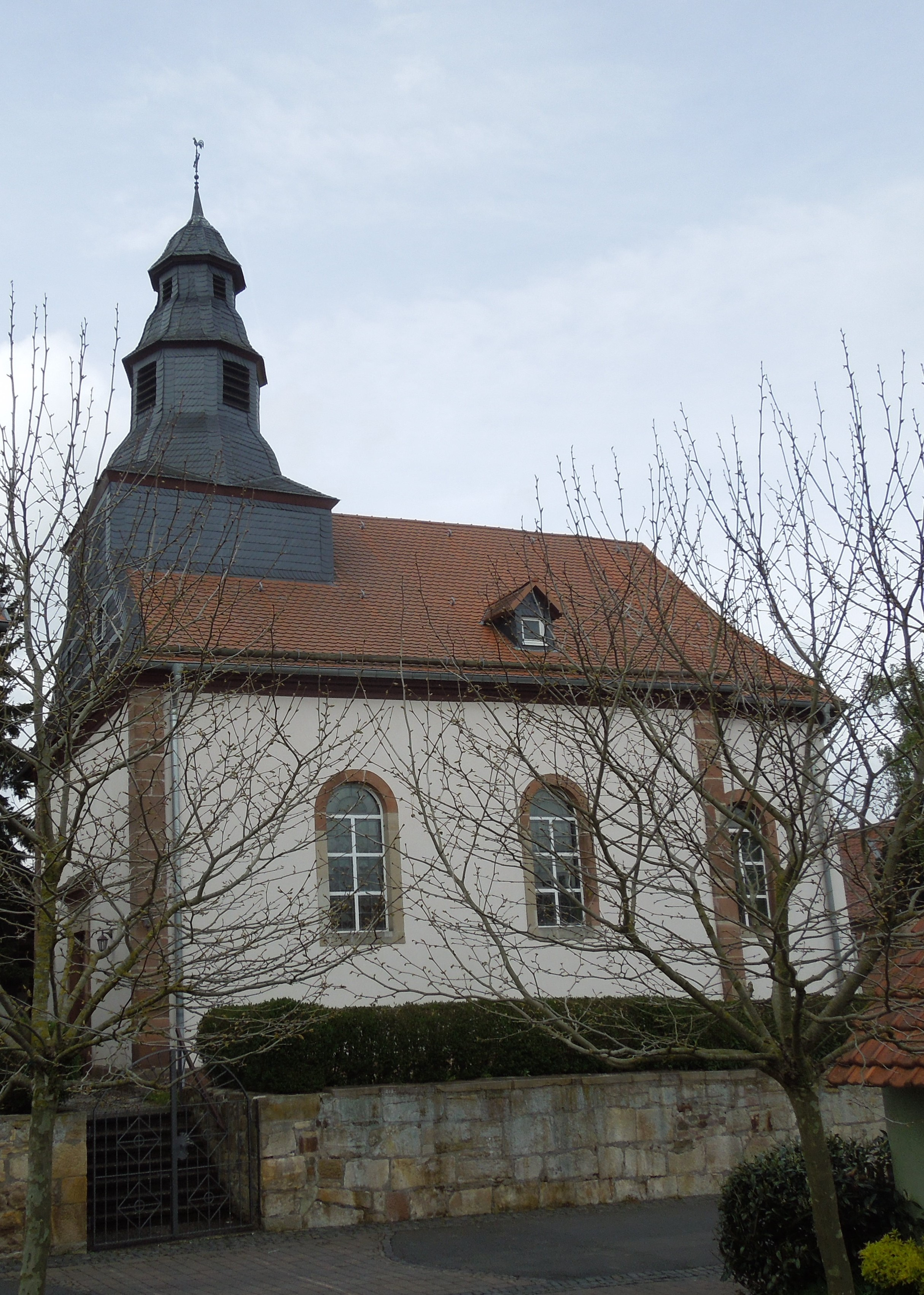
Evangelische Kirche in Moischeid

Die evangelische Kirche Moischeid ist ein denkmalgeschütztes Kirchengebäude im Ortsteil Moischeid der Gemeinde Gilserberg im Schwalm-Eder-Kreis in Hessen. Die Kirchengemeinde Moischeid gehört zum Kirchspiel Sebbeterode im Kirchenkreis Schwalm-Eder im Sprengel Marburg der Evangelischen Kirche von Kurhessen-Waldeck.

## Beschreibung
Die Saalkirche wurde 1725/26 erbaut. Sie hat ein Kirchenschiff aus zwei Jochen und einen eingezogenen, dreiseitig abgeschlossenen Chor aus einem Joch im Osten. Aus dem Satteldach des Kirchenschiffs erhebt sich im Westen ein quadratischer, schiefergedeckter Dachreiter, auf dem eine achtseitige, mehrstufige Haube sitzt. Aus der Bauzeit stammen die Emporen, deren Brüstungen mit Blumen bemalt sind, und die Kanzel, die mit Intarsien verziert ist. Das Taufbecken ist spätgotisch. Die Orgel wurde 1801/02 von Johann Hartmann Bernhard gebaut.